# 카메라 각도
카메라 각도 또는 카메라 앵글(Camera angle)은 영화 촬영기나 비디오 카메라가 촬영을 위해 배치되는 특정 위치를 나타낸다. 한 장면을 여러 카메라 각도에서 동시에 촬영할 수 있다. 이것은 다른 경험과 때로는 감동을 줄 것이다. 다양한 카메라 각도는 시청자와 촬영된 장면을 인식하는 방식에 다양한 영향을 미친다. 카메라 오퍼레이터가 이 효과를 얻기 위해 취할 수 있는 몇 가지 다른 길들이 있다.

## 각도와 영향

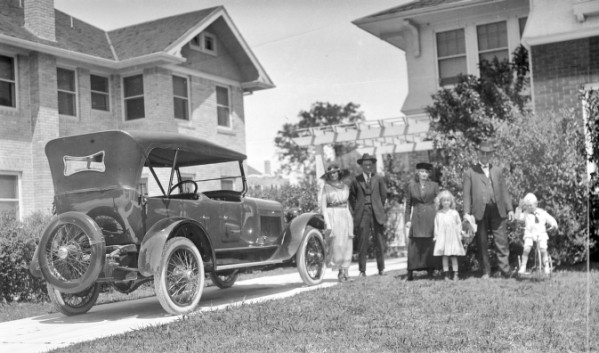
카메라 앵글의 초기 사용 예

각도 유형:
- 극단적인 와이드 샷
- 매우 넓은 샷
- 와이드샷
- 중간샷
- 투샷(two shot)
- 중간 클로즈업
- 클로즈업(close up)
- 극단적인 클로즈업

## 제작 기법
제작 및 후반 작업 과정에서 각 카메라 각도에 'scene'(씬)이라는 라벨이 붙은 고유한 영숫자 ID를 부여해야 한다. 예: "Scene 24C." 카메라 각도의 문자는 종종 NATO 음성 알파벳이나 오래된 경찰 스타일 라디오 알파벳을 사용하여 세트장에서 발음된다. 예를 들어, "Scene 24C"는 "Scene 24, Charlie"로 발음된다. 일부 문자는 작성 시 문자나 숫자처럼 보이기 때문에 사용하지 않는다. (예: "S"는 "5"처럼 보일 수 있음)

## 같이 보기
- 데자르그의 정리
- 착시
- 원근법
- 사영기하학